# Kampong Leaeng
Kampong Leaeng är ett distrikt i Kambodja.   Det ligger i provinsen Kampong Chhnang, i den centrala delen av landet, 100 km norr om huvudstaden Phnom Penh.